# 扎爾馬區

扎爾馬區是哈薩克斯坦的行政區，位於該國東部，由阿拜州負責管轄，首府設於卡尔巴套，始建於1928年，面積23,400平方公里，2013年人口43,176。